# حزب المرشحين المستقلين في كينيا
حزب المرشحين المستقلين في كينيا هو حزب سياسي كيني.

## التاريخ
تأسس الحزب في عام 1992 من قبل مطلق الرامي الأولمبي السابق جون هارون مواو. خاض مواو كمرشح رئاسي للحزب في الانتخابات العامة في ديسمبر 1992، واحتل المركز السابع من أصل ثمانية مرشحين بنسبة 0.2٪ من الأصوات. وحصل الحزب في الانتخابات البرلمانية على 0.8٪ من الأصوات، وفاز بمقعد واحد في الجمعية الوطنية.
ولم يرشح الحزب مرشحًا رئاسيًا في انتخابات عام 1997، كما خسر مقعده في الجمعية الوطنية. بقي الحزب بلا مقاعد بعد انتخابات 2002، لكنه فاز بمقعدين في 2007 بنسبة 0.9٪ من الأصوات. من بين مرشحيها الـ47، فاز مواو في كيلومي وكليمنت كونغو وايبارا في دائرة شمال جاتوندو. وعلى الرغم من تسمية 44 مرشحًا للجمعية الوطنية، فقد خسرت المقعدين في انتخابات 2013، حيث حصل على 0.45٪ من الأصوات. ترشح مواو دون جدوى للحصول على مقعد في مجلس الشيوخ في مقاطعة ماكويني.